# Parotis triangulalis
Parotis triangulalis là một loài bướm đêm trong họ Crambidae.